# Кирпи
«Кирпи» (в переводе «ёж») — азербайджанский художественный сатирический журнал.

## История
Издавался в Баку с 1952 по 1991 год на азербайджанском языке и был самым многолетним из азербайджанских журналов советского периода. После распада СССР издание «Кирпи» на некоторое время прекратилось, но уже в XXI веке журнал снова начал выходить небольшим тиражом. Покойный главный редактор Полад Гасымов и главный художник Хафиз Насироглу, посвятившие свою жизнь этому изданию, подарили журналу вторую жизнь.
На страницах «Кирпи» публиковались карикатуры на злободневные политические и бытовые темы (например, посвященные проблеме взяточничества), шаржи, юмористические рисунки. Издание сохраняло верность традициям журнала «Молла Насреддин». Журнал воспитал целое поколение азербайджанских карикатуристов.
В 2012 году в честь 60-летия журнала была устроена выставка.